# Cryptophialus heterodontus
Cryptophialus heterodontus is een rankpootkreeftensoort uit de familie van de Cryptophialidae. De wetenschappelijke naam van de soort is voor het eerst geldig gepubliceerd in 1969 door Tomlinson.